# National War College
Il National War College (NWC) è una scuola della National Defense University, scuola militare delle United States Armed Forces. Si trova presso Theodore Roosevelt Hall a Fort Lesley J. McNair, Washington, è la più antica base attiva dello United States Army.

## Storia
L'NWC è stato istituito il 1º luglio 1946 come successore dell'Army-Navy Staff College, che esisteva da giugno 1943 a luglio 1946.
Molti ufficiali di stato maggiore delle forze armate nazionali completano i corsi presso l'NWC per qualificarsi per successivi incarichi di personale e comando.
Il 28 novembre 1972, il National War College divenne un monumento storico e ottenne lo status di National Historic Landmark.

## Personalità
- George F. Kennan, storico e diplomatico, docente 1946
- Fritz GA Kraemer, geostrategista e consigliere per la sicurezza presso il Dipartimento della difesa degli Stati Uniti 1948–1978
- James Mattis, ex segretario della difesa degli Stati Uniti d'America